# Helmuth Gräff

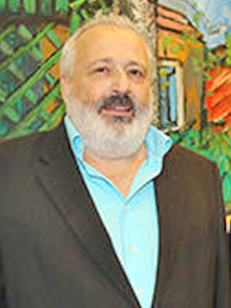
Helmuth Gräff 2015

Helmuth Gräff (* 12. April 1958 in Gars am Kamp) ist ein österreichischer Maler, Graphiker und Dichter. Gräffs malerischer Stil wurzelt einerseits im künstlerischen Erbe Vincent van Goghs, andererseits kann er auch als Vorläufer oder Erbe der Neuen Wilden angesehen werden.

## Leben und Werk

### Privates
Helmuth Gräff ist Mitglied einer Künstler -und Politikerfamilie, deren Mitglieder auch als religiöse Freidenker galten und über ein eigenes Wappen verfügen. Die Familie ist mit den (De) Graeff aus Amsterdam stammesverwandt und deren überlieferte Abstammung liegt im historischen Land Krain im heutigen Slowenien. Er wurde als Sohn des SPÖ-Lokalpolitikers und Schöffenrichters Rudolf Gräff (1919–2006) und der aus Wien-Schwechat stammenden Leopoldine Kimmerl (1923–2023) geboren. Sie ist eine Urenkelin des kaiserlichen Richters Matthias Kimmerl (1818–1883), nach dem die Wiener Kimmerlgasse benannt ist. 1983 ehelichte Gräff in erster Ehe die aus Wien-Nussdorf stammende Kunstprofessorin Martina Maria Gach, Tochter des Architekten Richard Gach. Sein Sohn Matthias Laurenz Gräff ist freischaffender Künstler und politischer Aktivist, sowie seit 2013 Obmann des weltweit tätigen Familienverband Gräff-Graeff e. V. Seit 2003 ist Gräff in zweiter Ehe mit der Garserin Sonja Egger verheiratet.
Helmuth Gräff leidet aufgrund eines Sportunfalls und Bruches von drei Brustwirbeln aus dem Jahr 1995 anhaltend im Rückenbereich, was ihn bei seiner künstlerischen Tätigkeit zunehmend beeinträchtigt. Laut Gräffs eigenem Bericht auf dessen Webseite unternahm er 2018 aufgrund der Zurücknahme eines mehrere hundert Zeichnungen und Ölgemälde umfassenden „Richard-Wagner-Lebenszyklus“ durch seinen Kunstsammler einen Suizid-Versuch mit einer 30-fachen Überdosis Insulin, das zu einer Apoplexie, und dadurch vorübergehend zu einem Sprachverlust führte.

### Berufliches
Helmuth Gräff brach 1975 seine Schulausbildung im Alter von 17 Jahren ab, und studierte ab 1977 an der Wiener Kunstschule, unter anderen bei Fritz Martinz, ehe er 1979 an der Akademie der bildenden Künste Wien, Meisterklasse für Malerei, bei Gustav Hessing (Assistent Peter Dressler) und Friedensreich Hundertwasser das Studium der Malerei begann. 1983 schloss er ein Studium mit dem Diplom zum Akademischen Maler und Magister artium ab, weiters erhielt er den 1. Preis der Freunde der Akademie.

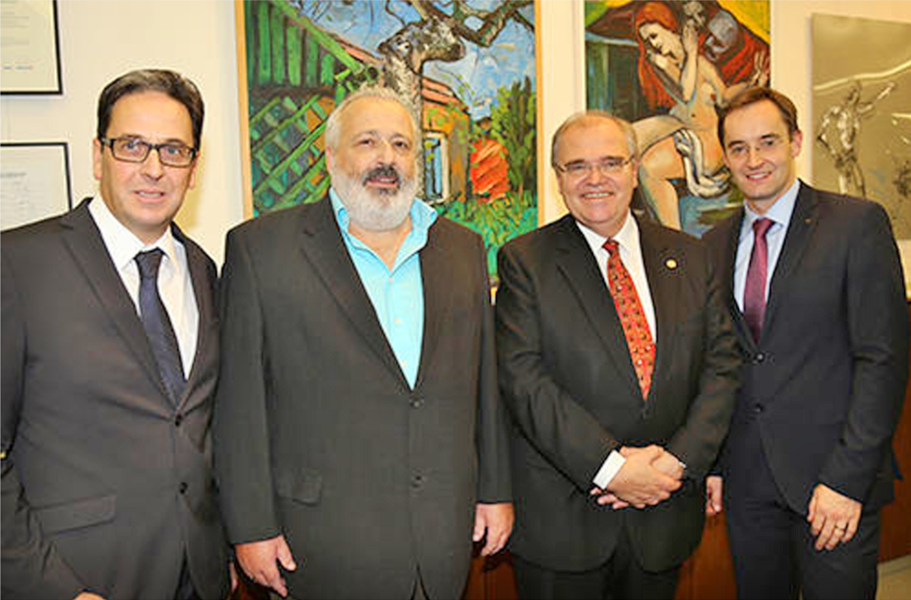
Vernissage in der Sparkasse Horn AG; Helmuth Gräff mit Vizekanzler Wolfgang Brandstetter flankiert von den beiden Vorstandsdirektoren (2015)

Gräff war Boxer, Fußballer, Lastenträger und zuletzt im Brotberuf Mittelschullehrer [Gymnasiallehrer] in Krems, und seit 1989 ist er selbständig als Maler, Graphiker und Dichter tätig. Seine Werke umfassen Ölbilder, Zeichnungen, Graphiken und Gedichte. Die Themenschwerpunkte liegen in oftmals großformatigen Kompositionen zum „Tibetanisches Totenbuch“ (Bardo Thödröl), sowie Städte- und Landschaftsbilder, Akte, Porträts oder Stillleben. Seine Malreisen führten ihn, in Begleitung seiner Frau Sonja Gräff, unter anderem durch Österreich, nach Prag, Italien (Toskana, Umbrien), Südfrankreich, Florida oder Bali. Sein dichterisches Werk umfasst viele tausende Stücke, und pro Jahr kommen 700 bis 800 hinzu.
2011 begann Helmuth Gräff das Philosophie-Doktoratsstudium bei Marion Elias an der Universität für Angewandte Kunst mit dem Arbeitstitel: „Yantra-Yoga versus europäischer Geniekult“. Er selbst sieht sich als „österreichischer Expressionist mit fernöstlichen Tendenzen und religiösem Hintergrund“.
Mit Ende 2022 wird Gräff aufgrund von gesundheitlichen Gründen sein über 450 m² großes Atelier mit mehr als 400 Ölbildern und mehr als 50.000 Zeichnungen in Gars am Kamp schließen.

#### Malstil
Der Maler Karl Stark meinte über Helmuth Gräffs Kunst, dass er auf dem besten Wege dahin ist die bewusst gehandhabten Seelen- und Geisteskräfte, die in der Farben- und Formenwelt wirksam sind, wieder mit der Naturerscheinung in Verbindung zu bringen. Weiters habe er die Ansätze, den Aufbruch in die Moderne, vor allem die Revolution von Vincent van Gogh richtig verstanden.

## Werke (Auswahl)

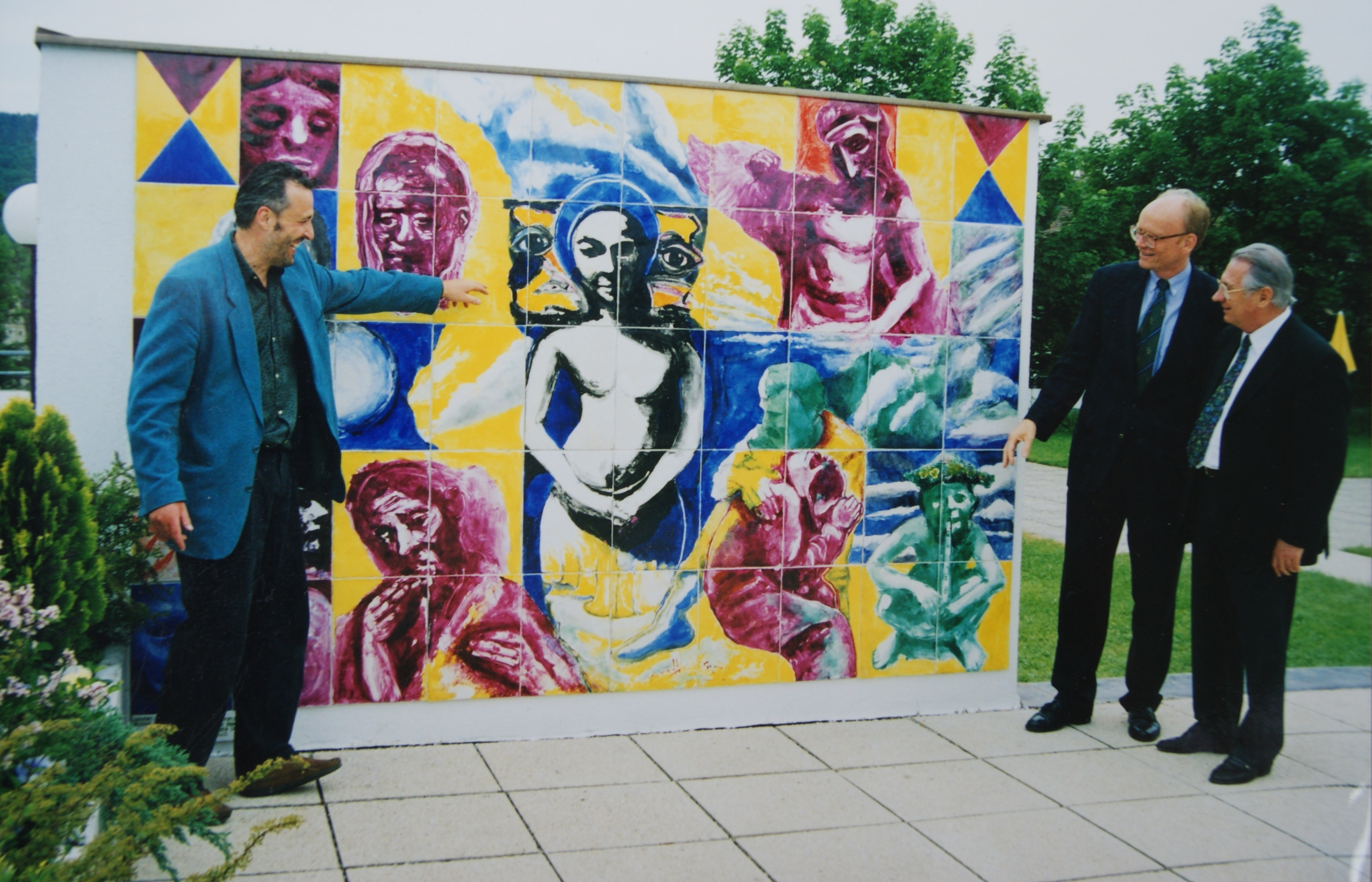
Eröffnung der „Lebensbilder“ (1996), Wandbild in Fliesentechnik, Willi Dungl Biotrainings-Zentrum, Gars am Kamp. Helmuth Gräff (links) mit Günter Stummvoll und Willi Dungl

- „Lebensbilder“ (1996), Wandbild in Fliesentechnik, Willi Dungl Biotrainings-Zentrum, Gars am Kamp
- „Visionen eines Malers“ (2011), Triptychon, La pura women’s health resort kamptal, Gars am Kamp[13]

### Sammlungen
Helmuth Gräffs Werke befinden sich in vielen Privatsammlungen im In- und Ausland, unter anderem mit über 20 Gemälden in der Sammlung Rudolf Leopold und mit einigen Werken in der Sammlung Angerlehner, als auch in der Landesgalerie Niederösterreich. Seine Bilder werden in Auktionshäusern wie Dorotheum und Im Kinsky versteigert.

## Ausstellungen (Auswahl)
Einzelausstellungen:
- 2019/20 „Helmuth Gräff. Mein Leben für die Kunst“, Kunstmuseum Waldviertel Schrems[15]
- 2016 „Unterwegs ...“, Palais Todesco, Wien
- 2014 „Memento mori“, KunstSalon im Wiener Botschaftsviertel, Wien
- 2011 „La pura women’s health resort kamptal“, Gars am Kamp
- 2010 „Intarsien – Eine malerische Rundreise“, Palais Pálffy, Wien
- 2010 „Frühlingskantate“, Salon – Galerie Cornelia Mensdorff-Pouilly
- 2010 „Gräff meets OK“, Oskar Kokoschka-Dokumentationszentrum, Pöchlarn
- 2008 „Sunloft Center“ und Wyvern Hotel, Punta Gorda, Florida
- 2008 „Zwischen den Welten“, Dommuseum, Wien
- 2008 „Zwischen den Welten“, Buchpräsentation und Ausstellung, Museum of Young Art (MOYA), Wien
- 2007 Galerie Weihergut, Salzburg

Ausstellungsbeteiligungen:
- 2015: „Matthias Laurenz Gräff und Helmuth Gräff. Zwischen den Welten – Zwischen den Generationen“, Galerie Daliko, Krems an der Donau
- 2011 „The excitement continues – Zeitgenössische Kunst aus der Sammlung Leopold II“, Leopold Museum, Wien[16]
- 2011 „Gräff trifft Seitz“, Gemeinschaftsausstellung mit Friedrich Martin Seitz, Ausstellungsbrücke, St. Pölten

## Bibliografie
- Helmuth Gräff, Zwischen den Welten. Dionysisch – Apollinisch – Erde – Wasser – Feuer – Luft. Verlag Bibliothek der Provinz, 2008, 222 Seiten. ISBN 978-3-85252-908-0
- Helmuth Gräff, Akt – Landschaft – Allegorie. Edition M wie Kunst in der Bibliothek der Provinz. Verlag für Literatur, Kunst und Musikalien, 2005, 102 Seiten. ISBN 3-85252-645-0
- Helmuth Gräff. Edition Thurnhof, Heft No 5, anlässlich der Personalausstellung in der Horner Galerie Thurnhof, 1990, 20 Seiten.